# Compagnie du tramway électrique Vevey-Montreux-Chillon-Byron-Villeneuve
Le tramway électrique Vevey-Montreux-Chillon-Byron-Villeneuve est une entreprise de tramway créée en Suisse dans la canton de Vaud en 1913, à la suite de la fusion du Tramway Vevey-Montreux-Chillon et du  Tramway Chillon-Byron-Villeneuve.